# Zenchū Nakahara
Pour les articles homonymes, voir Nakahara.
Zenchū Nakahara (仲原善忠, Nakahara Zenchū), né le 15 juillet 1890 et mort le 25 novembre 1964, est un universitaire japonais, connu pour son travail sur le Omoro Sōshi, collection de chants et poèmes qui constitue une histoire orale d'Okinawa et du royaume de Ryūkyū.

## Biographie
Zenchū Nakahara naît dans le magiri de Nakazato sur Kume-jima, au Japon. Il fréquente le collège d'Okinawa et l'école normale supérieure d'Hiroshima avant d'enseigner dans diverses écoles de Tokyo, de la préfecture de Shizuoka et d'ailleurs.
Il commence ses premiers travaux sur l'histoire d'Okinawa vers l'âge de 50 ans. Après la fin de la Seconde Guerre mondiale, il étudie la religion natale des Ryūkyū, et publie un document qui suscite beaucoup d'éloges de la part de Yanagita Kunio, largement considéré aujourd'hui comme le père de l'ethnologie japonaise. Il publie un certain nombre d'autres textes sur des sujets relatifs à l'histoire d'Okinawa, l'Omoro et l'ethnologie, ainsi qu'un manuel de collège intitulé « Histoire des Ryūkyū » (琉球の歴史, ryūkyū no rekishi).

## Ouvrages (sélection)
- « Sur la foi seji » (霊力の信仰について, Seji no shinkō ni tsuite?)
- « Omoro : Nouvelle interprétation » (おもろ新釈, Omoro shinshaku?)
- « Histoire des Ryūkyū » (琉球の歴史, ryūkyū no rekishi?)
- « Manuel du Omoro Sōshi » (校本おもろさうし, kōhon omoro sōshi?)
- « Index général et encyclopédie du Omoro Sōshi » (おもろさうし辞典・総索引, Omoro sōshi jiten / sōsakuin?)